# 約瑟夫·馬傑羅
約瑟夫·馬傑羅（英語：Joseph Mazzello，1983年9月21日—）是美國演員、導演和編劇，他出名的是演出《侏羅紀公園》中的提摩西·莫菲「提姆」（Tim Murphy），HBO迷你電視劇《太平洋戰爭》中的尤金·史賴吉、《社交網絡》中的達斯廷·莫斯科維茨。

## 生平
約瑟夫·馬傑羅出生在紐約萊茵貝克，並在紐約海德公園長大，雙親是弗吉尼雅和約瑟夫，他有一個姐姐瑪麗和一個弟弟約翰，兩人也都參演過電影。。